# Club Atlético San Lorenzo de Almagro (pallacanestro)
Il Club Atlético San Lorenzo de Almagro è la squadra di pallacanestro della società polisportiva San Lorenzo de Almagro con sede a Buenos Aires, Argentina. Fondata nel 1935, la squadra milita nel massimo campionato argentino.

## Storia

### Inizi ed anni d'oro

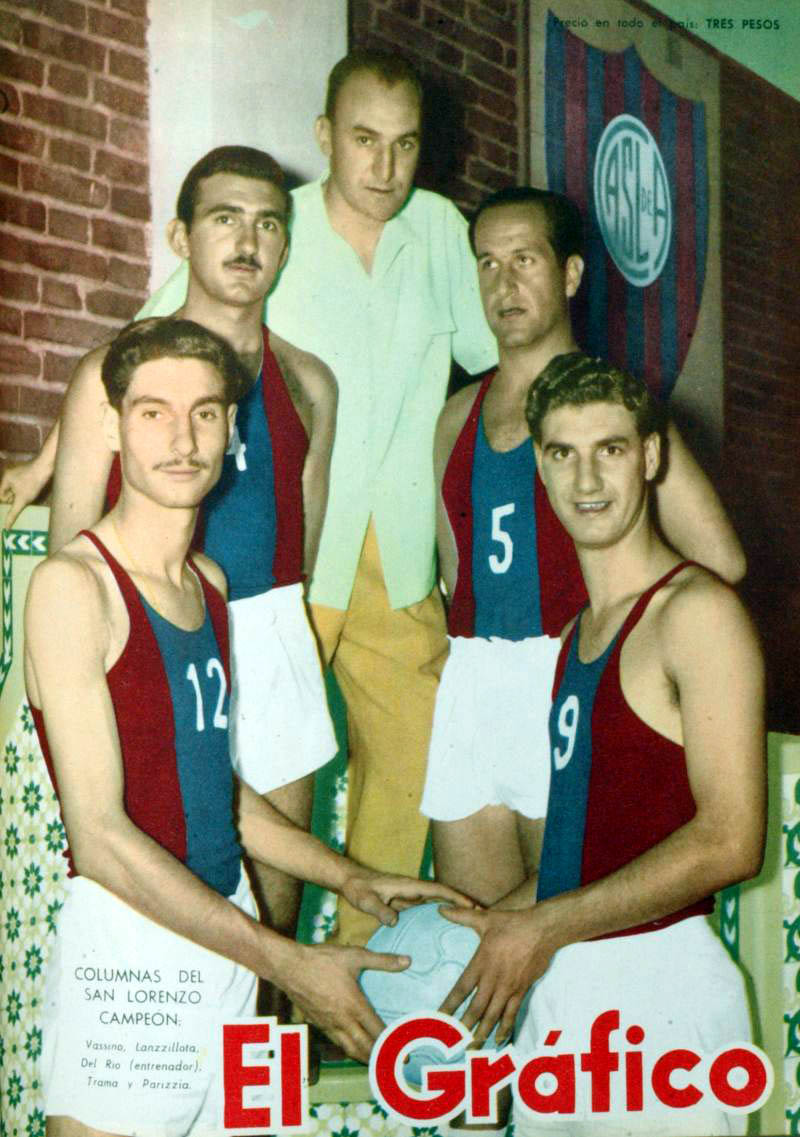
I campioni del 1956 posano per El Gráfico

Il San Lorenzo si è affiliato presso la federazione argentina negli anni Trenta, vincendo un gran numero di campionati dagli anni Trenta agli anni Settanta, venendo così soprannominata La cattedrale della pallacanestro. Il 1942 è l'anno in cui San Lorenzo conquista il suo primo titolo, vincendo il Torneo Apertura e il campionato argentino, ai tempi organizzato dall'associazione cestistica di Buenos Aires. L'anno seguente la squadra vince un altro Torneo Apertura, vincendolo ancora nel 1946, 1949 e 1950, grazie agli sforzi di Alfredo Belli, Salvador Capece, e Alberto Trama, oltre ai gregari Armando Bo e Francisco Sommariva.
| Tour europeo del 1971 | Tour europeo del 1971 | Tour europeo del 1971  | Tour europeo del 1971 |
| Data                  | Città                 | Avversaria             | Risultato             |
| --------------------- | --------------------- | ---------------------- | --------------------- |
| Spagna                |                       |                        |                       |
| 30 aprile             | Balaguer              | Nazionale spagnola     | 49–94                 |
| 1 maggio              | Balaguer              | Gillette (USA)         | 73–75                 |
| 2 maggio              | Balaguer              | OKK Beograd            | 78–74                 |
| Italia                |                       |                        |                       |
| 6 maggio              | Bari                  | OKK Beograd            | 88–89                 |
| 7 maggio              | Bari                  | Fides Napoli           | 63–93                 |
| 8 maggio              | Bari                  | Tropicali Pesaro       | 70–72                 |
| 9 maggio              | Roseto                | Monti Roseto           | 90–69                 |
| 12 maggio             | Roma                  | Patriarca              | 89–80                 |
| 14 maggio             | Reggio Emilia         | La Torre Reggio Emilia | 81–57                 |
| 15 maggio             | Brugherio             | Candy                  | 70–74                 |
| 16 maggio             | Torino                | Riber                  | 94–79                 |
| 17 maggio             | Genova                | Athletic Genova        | 75–63                 |
| 19 maggio             | Roma                  | Lazio Snadiero         | 93–85                 |

Nel 1951, il San Lorenzo ha giocato contro gli Harlem Globetrotters all'Estadio Luna Park di Buenos Aires. Nello stesso anno, la squadra vince ancora il campionato argentino, ripetendosi l'anno successivo, oltre al campionato stesso nel 1954. Due anni dopo, la squadra si ripete e vince ancora il campionato, rimanendo imbattuta, oltre alla vittoria del Torneo Metropolitano. Nel 1957, il San Lorenzo partecipa ad un tour internazionale in Brasile, vincendo otto delle dodici partite giocate. I giocatori che parteciparono al torneo furono Ricardo Lanzillotta (capitano della squadra), Herberto Fagnani, Edgar Parizzia, Oscar Zagatti, Carlos Vasino, Vicente Lazzara, Erio Cassetai e Carlos Marranzino, con Francisco del Río nelle vesti di capo allenatore.
Nel 1958, il San Lorenzo vince il primo titolo nazionale, il Campeonato Argentino de Clubes de Básquet, vittoria grazie al quale può disputare il primo torneo ufficiale fuori dall'Argentina, il Campeonato Sudamericano de Clubes Campeones de Básquetbol, concludendo al secondo posto dietro al solo Defensor Sporting. Sempre nello stesso anno, il San Lorenzo vince l'Apertura ed arriva terzo al campionato di Buenos Aires, vincendolo poi nelle due edizioni successive. Nel 1966 il San Lorenzo vince ancora l'Apertura da imbattuto, oltre al Metropolitano ed al campionato di Buenos Aires.
Gli anni Settanta iniziano nel migliore dei modi per il San Lorenzo, grazie alle due vittorie del Metropolitano del 1970 e 1971. Nello stesso anno il San Lorenzo partecipa ad una tournée in Europa, la prima volta per una squadra argentina. Hanno preso parte al tour Oscar Visciglia, Gustavo Aguirre, Carlos Perroni, Carlos Garro, Dante Massolini, Norberto Pacheco, Carlos Perales, Abel Rojas, Néstor Delgui ed Emilio Dumani, con Edgard Parizzia come capo allenatore.
Il San Lorenzo riuscì a battere l'OKK Beograd e sei squadre italiane, oltre a giocare anche contro la nazionale spagnola. Durante il tour, la squadra venne soprannominata La Catedral (La Cattedrale), dopo un discorso tenuto da Emilio Dumani in cui disse: "Questa squadra combatte sempre e non si spegne mai... come le luci di una cattedrale".
Nonostante i successi di questi anni, il campionato di Buenos Aires del 1973 fu l'ultimo titolo vinto fino agli anni 2010.

### Liga Nacional e declino

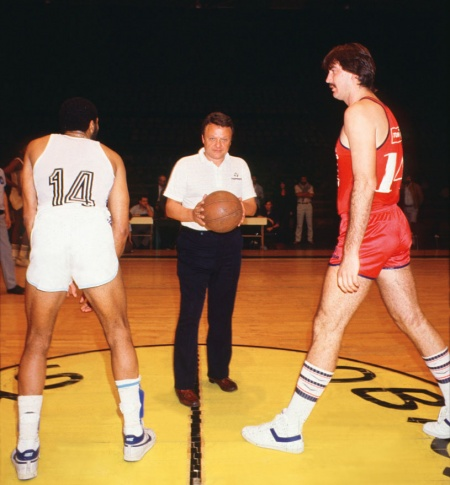
San Lorenzo (in divisa rossa) giocano la prima partita di sempre nella LNB control l'Argentino de Firmat nel 1985. León Najnudel è in possesso del pallone.

Il 26 aprile 1985, il San Lorenzo gioca la prima partita di sempre della neonata Liga Nacional de Básquet, affrontando l'Argentino de Firmat all'Estadio Obras Sanitarias. Il club però viene subito retrocesso dopo solo una stagione.
La sezione cestistica della polisportiva San Lorenzo fu inattiva dal 1986 al 1993, tornando poi solo per i campionati giovanili. Nel 1996 la polisportiva decide di creare anche una squadra senior, partecipando al campionato di prima divisione di Buenos Aires. Nel 2004, la squadra Under-22 vince il campionato di categoria, vincendo poi nel 2012 la Copa De Oyarbide.

### Ritorno alla gloria

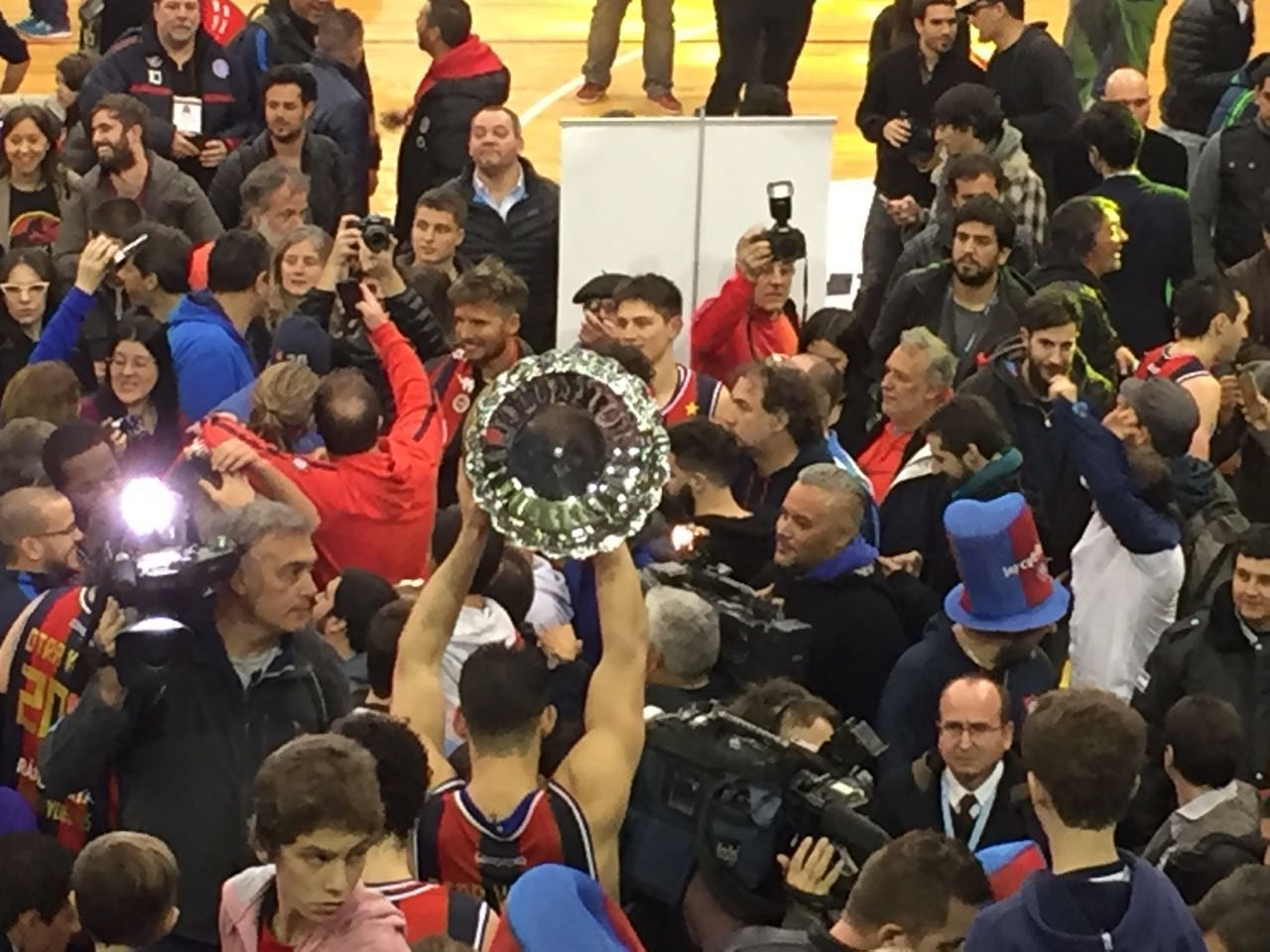
I giocatori del San Lorenzo festeggiano per la vittoria del campionato 2015-2016.

Nel 2014, San Lorenzo debutta nel Torneo Nacional de Ascenso, campionato del secondo livello professionistico argentino. L'anno successivo, il San Lorenzo torna nel primo campionato argentino, la Liga Nacional de Básquet, grazie alla fusione con la squadra 9 de Julio de Río Tercero, esattamente trent'anni dopo il debutto in LNB. La prima partita venne giocata il 22 settembre 2015 contro il Quimsa, battuto per 79 a 64.
Il 2016 segna la storia per il San Lorenzo, il club infatti vince il suo primo titolo LNB, battendo La Unión nella serie finale per 4-0. Wálter Herrmann, giocatore degli Azulgrana viene nominato MVP delle Finali.
Nella stagione successiva, San Lorenzo bissa il successo vincendo ancora il campionato argentino, battendo questa volta il Regatas Corrientes per 4-1. Sempre nella stessa stagione, il San Lorenzo entrò nella storia della LNB concludendo la stagione con 23 vittorie e solo tre sconfitte, record di sempre. Gabriel Deck venne scelto come MVP delle Finali.

## Stadio
Il San Lorenzo gioca i match casalinghi al Polideportivo Roberto Pando di Boedo, Buenos Aires, il quale ha una capacità di 2.700 persone.

## Roster
Aggiornato al 4 febbraio 2020.
| Club Atlético San Lorenzo de Almagro | Club Atlético San Lorenzo de Almagro |
| Giocatori                            | Staff tecnico                        |
| ------------------------------------ | ------------------------------------ |

| N. | Naz.                                          | Ruolo | Nome                | Anno | Alt.   | Peso   |  |
| -- | --------------------------------------------- | ----- | ------------------- | ---- | ------ | ------ |  |
| 1  | Argentina (bandiera)                          | C     | Agustín Cáffaro     | 1995 | 210 cm |        |  |
| 2  | Stati Uniti (bandiera) · Giordania (bandiera) | AP    | Dar Tucker          | 1988 | 192 cm |        |  |
| 3  | Stati Uniti (bandiera)                        | AC    | Justin Williams     | 1984 | 208 cm | 102 kg |  |
| 4  | Argentina (bandiera)                          | P     | Fermín Thygesen     | 1998 | 184 cm |        |  |
| 6  | Argentina (bandiera) · Italia (bandiera)      | AP    | Marcos Mata         | 1986 | 201 cm | 101 kg |  |
| 7  | Argentina (bandiera)                          | P     | Nicolás Aguirre (C) | 1988 | 189 cm | 84 kg  |  |
| 8  | Argentina (bandiera)                          | G     | Luciano González    | 1990 | 188 cm | 75 kg  |  |
| 10 | Argentina (bandiera)                          | GA    | Máximo Fjellerup    | 1997 | 194 cm | 91 kg  |  |
| 11 | Argentina (bandiera)                          | P     | José Vildoza        | 1996 | 191 cm | 85 kg  |  |
| 12 | Argentina (bandiera)                          | P     | Facundo Rutenberg   | 2001 | 190 cm |        |  |
| 15 | Uruguay (bandiera) · Spagna (bandiera)        | AC    | Esteban Batista     | 1983 | 208 cm | 122 kg |  |
| 18 | Argentina (bandiera)                          | C     | Facundo Piñero      | 1988 | 202 cm | 118 kg |  |
| 20 | Argentina (bandiera)                          | G     | Matías Morera       | 1999 | 190 cm |        |  |
| 21 | Argentina (bandiera)                          | G     | Hernán Losito       | 2001 | 198 cm |        |  |
| 33 | Argentina (bandiera)                          | AG    | Christian Bihurriet | 2000 | 207 cm |        |  |

| Allenatore                                                                                             |
| - Néstor García                                                                                        |
| Assistente/i                                                                                           |
| - Nicolás Bastarrica - Emmanuelle Quintans Legenda - (C) Capitano - (IN) Inattivo - Infortunato Roster |

### Cestisti

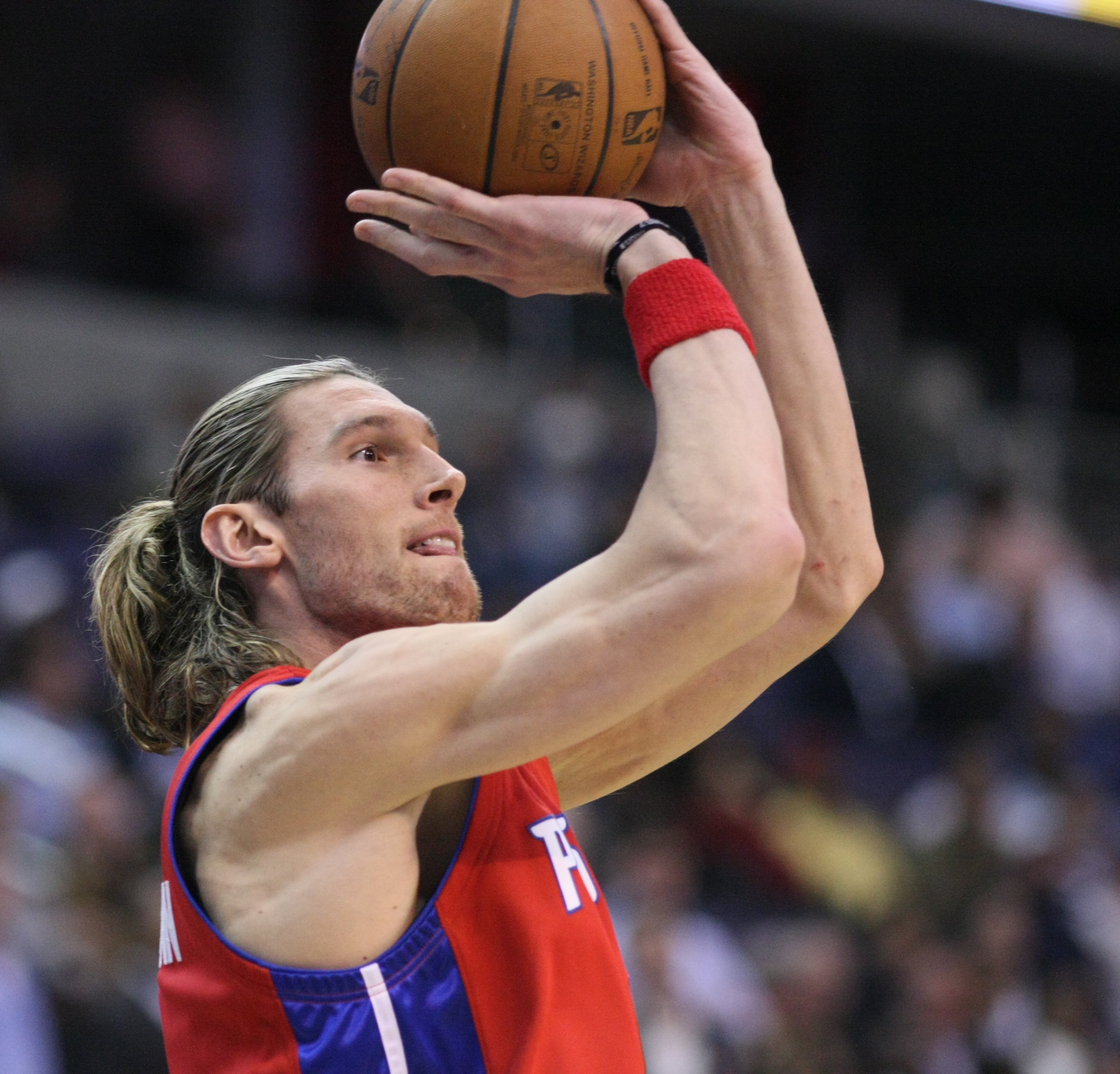
Wálter Herrmann, giocatore chiave del club per il titolo LNB della stagione 2015-16.

#### Giocatori celebri
- Alfredo Belli
- Diego Romero
- Román González
- Wálter Herrmann
- Nicolás Aguirre
- Marcos Mata
- Eric Flor
- Gabriel Deck

- Selem Safar
- Santiago Scala
- Matías Sandes
- Máximo Fjellerup
- Mathías Calfani
- Javier Justiz
- Guillermo Díaz
- DeJuan Blair

- Jerome Meyinsse
- Donald Sims
- Joel Anthony
- Matthew Bryan-Amaning
- Juan Domingo de la Cruz
- Gani Lawal
- Dar Tucker

## Palmarès

### Competizioni nazionali
- Campeonato Argentino de Clubes de Básquet (1): 1958
- Liga Nacional de Básquet (4): 2015-2016, 2016-2017, 2017-2018, 2018-2019
- Torneo Súper 4 (1): 2016-2017

### Competizioni internazionali
- Liga de las Américas (2): 2018, 2019

### Altre competizioni
- Asociación de Buenos Aires Championship (12): 1942, 1946, 1949, 1950, 1954, 1956, 1957, 1959, 1960, 1968, 1971, 1973
- Torneo Metropolitano (5): 1956, 1967, 1968, 1979, 1971

## Statistiche

### Partite contro squadre NBA
| Arbitri: | Pat Fraher Lauren Holtkamp Scott Wall |

|                                           |            |                                |
| VanVleet 31 Crawford, Powell 17 Siakam 16 | Punti      | 22 Meyinsse 18 Mata 17 Aguirre |
| Heslip, VanVleet 5                        | Assist     | 11 Aguirre                     |
| Pöltl 6                                   | Rimbalzi   | 7 Aguirre, Mata                |
| Dwane Casey                               | Allenatori | Julio Lamas                    |

| Arbitri: | Brent Barnaky Ken Mauer Phenizee Ransom |

|                                |            |                                |
| Clarkson 17 Porter 16 Nance 15 | Punti      | 20 Batista 17 Tucker 16 Piñero |
| Osman 5                        | Assist     | 7 Aguirre                      |
| Thompson 10                    | Rimbalzi   | 11 J. Williams                 |
| John Beilein                   | Allenatori | Facundo Müller                 |

### Partite contro squadre di Euroleague (1º livello)
| Arbitri: | Fernández Zamorano Serrano |

|                                     |            |                             |
| Campazzo 16 Fernández 13 Causeur 10 | Punti      | 25 Tucker 17 Deck 11 Sandes |
| Pablo Laso                          | Allenatori | Gonzalo García              |

| Arbitri: | O. Perea J. Oyón V. Mas |

|                                                   |            |                                   |
| Moerman 21 Heurtel, Vezenkov 12 Herun, Pressey 10 | Punti      | 23 Deck 19 Tucker 14 Justiz, Mata |
| Heurtel 7                                         | Assist     | 4 Mata                            |
| Moerman 5                                         | Rimbalzi   | 14 Deck                           |
| Pablo Laso                                        | Allenatori | Gonzalo García                    |

### Partite contro squadre di Basketball Champions League (2º livello)
| Arbitri: | Roberto Vázquez Boris Krejic Omar Bermúdez Mariscal |

|                             |            |                                           |
| Tucker 17 Anthony 14 Mata 8 | Punti      | 15 James, Šakota 12 Theodore 10 Sant-Roos |
| Calfani 5                   | Assist     | 5 Xanthopoulos                            |
| Anthony 9                   | Rimbalzi   | 8 James                                   |
| Gonzalo García              | Allenatori | Luca Banchi                               |

### Competizioni continentali
Campioni       Finalista       Terzo posto       Quarto posto  
| Anno      | Competizione         | Risultato                  | V  | S | %     |
| --------- | -------------------- | -------------------------- | -- | - | ----- |
| 2017      | FIBA Americas League | 2º turno di qualificazione | 4  | 2 | 0.667 |
| 2018      | FIBA Americas League | Campioni                   | 8  | 0 | 1.000 |
| 2019      | FIBA Americas League | Campioni                   | 7  | 1 | 0.875 |
| 2019-2020 | BCL Americas         |                            |    |   | –     |
| Totale    | 2 titoli             |                            | 19 | 3 | 0.864 |

### Coppa Intercontinentale
Campioni       Finalista       Terzo posto       Quarto posto  
| Anno   | Risultato   | V | S | %     |
| ------ | ----------- | - | - | ----- |
| 2019   | Terzo posto | 1 | 1 | 0.500 |
| 2020   |             |   |   | –     |
| Totale | 0 titoli    | 1 | 1 | 0.500 |